# Yangliuwan (köpinghuvudort i Kina, Hubei Sheng, lat 30,82, long 115,77)
Yangliuwan (kinesiska: 杨柳湾) är en köpinghuvudort i Kina. Den ligger i provinsen Hubei, i den centrala delen av landet, omkring 140 kilometer öster om provinshuvudstaden Wuhan. Antalet invånare är 42 325. Befolkningen består av 21 219 kvinnor och 21 106 män. Barn under 15 år utgör 14,0 %, vuxna 15-64 år 70 %, och äldre över 65 år 14,0 %.
Runt Yangliuwan är det ganska tätbefolkat, med 214 invånare per kvadratkilometer. Yangliuwan är det största samhället i trakten. I omgivningarna runt Yangliuwan växer i huvudsak blandskog.
Genomsnittlig årsnederbörd är 1 917 millimeter. Den regnigaste månaden är juli, med i genomsnitt 301 mm nederbörd, och den torraste är december, med 52 mm nederbörd.